# NGC 766
NGC 766 ist eine Elliptische Galaxie vom Hubble-Typ E0 im Sternbild Fische auf der Ekliptik. Sie ist schätzungsweise 351 Millionen Lichtjahre von der Milchstraße entfernt und hat einen Durchmesser von etwa 205.000 Lichtjahren.
Im selben Himmelsareal befinden sich u. a. die Galaxien NGC 791 und IC 182.
Das Objekt wurde am 8. Januar 1828 von dem britischen Astronomen John Frederick William Herschel entdeckt.